# Markus Jonsson (Fußballspieler)
Markus Jonsson (* 9. März 1981 in Växjö) ist ein ehemaliger schwedischer Fußballspieler. Der Abwehrspieler, der 2007 in der schwedischen Nationalmannschaft debütierte, gewann 2009 mit AIK das Double aus schwedischer Meisterschaft und Landespokal.

## Werdegang
Jonsson spielte in der Jugend bei Växjö BK, ehe er 1998 zu Östers IF wechselte. Nach einem weiteren Jahr in der Jugend debütierte er 1999 in der zweiten Liga und qualifizierte sich mit der Mannschaft für die neu eingeführte zweitklassige Superettan. Nachdem er mit dem Klub dort anfangs gegen den Abstieg gespielt hatte, gelang in der Spielzeit 2002 die Zweitligameisterschaft. In der Erstliga-Spielzeit 2003 kam er in 23 der 26 Ligaspiele zum Einsatz. Trotz seiner zwei Torerfolge musste er mit der Mannschaft um Fredrik Bild, Ludwig Ernstsson, Patrik Karlsson und Andreas Ottosson als Tabellenvorletzter direkt wieder absteigen. Er blieb dem Klub weiters treu und kam in der anschließenden Zweitligasaison in allen 30 Partien zum Einsatz, wobei er mit acht Saisontoren zum Erreichen des fünften Tabellenplatzes beitrug. In der Spielzeit 2005 lief er in 27 Ligaspielen auf, mit erneut acht Toren verhalf er dem Klub zum erneuten Aufstieg in die Allsvenskan.
Jonsson verließ jedoch Östers IF und wechselte zum Mitaufsteiger AIK. Dort eroberte er sich auf Anhieb einen Stammplatz und konnte sich als treffsicherer Elfmeterschütze mehrmals in die Torschützenliste eintragen. Durch seine guten Leistungen spielte er sich zudem ins Notizbuch von Nationaltrainer Lars Lagerbäck, der ihn für eine Südamerikatour der Landesauswahl im Januar 2007 nominierte. Daraufhin verlängerte AIK seinen Vertrag bis Ende 2009. Jonsson debütierte im Auftaktspiel der Tour bei der 0:2-Niederlage gegen Venezuela am 14. Januar des Jahres im Nationaljersey, als er in der 80. Spielminute für Jeffrey Aubynn eingewechselt wurde. Vier Tage später stand er bei der 1:2-Niederlage gegen Ecuador an der Seite von Niklas Sandberg, Matías Concha und Max von Schlebrügge erstmals in der Startelf, ehe er beim 1:1-Unentschieden erneut gegen Ecuador zum Abschluss der Tour am 21. Januar sein drittes Länderspiel bestritt.
In der anschließenden Spielzeit konnte Jonsson seine gute Form nicht bestätigen und fand sich ab Sommer vor allem auf der Ersatzbank wieder. Nachdem er gegen Ende der Spielzeit wieder in die Stammformation gerückt war, schied er im Mai des folgenden Jahres bei einem Spiel gegen Halmstads BK verletzungsbedingt vorzeitig aus. Mitte Juli kehrte er nach dem Ende der Verletzungspause wieder auf den Platz zurück und etablierte sich erneut als Stammspieler. In der Spielzeit 2009 bestritt er 28 der 30 Saisonspiele für AIK und trug mit zwei Saisontoren – jeweils verwandelte Elfmeter – zum Gewinn des Lennart-Johansson-Pokals für den schwedischen Landesmeister bei. Zudem stand er im Pokalfinale auf dem Platz, das durch Tore von Mauro Iván Óbolo und Antônio Flávio mit einem 2:0-Sieg über IFK Göteborg endete. Obwohl Stammkraft unter Trainer Mikael Stahre wurde sein zum Saisonende auslaufender Vertrag nicht verlängert, so dass er ab Januar 2010 arbeitslos war.
Jonsson entschied sich für ein Engagement im Ausland. Ende Januar 2010 unterschrieb er einen Vertrag beim Athener Klub Panionios, der sich über eine Laufzeit von zweieinhalb Jahren streckt. Nach einer Saison in Griechenland wechselte er 2012 nach Norwegen zu Brann Bergen, wo er 2014 seine Karriere beendete.